# レイモンドギター
レイモンドギター(Raimundo Guitars)はスペインバレンシア州パテルナにある楽器メーカーである。主にギターを製造している。1968年創業。
単純に「レイモンド」と表現されることがある。

## 概要
製品の主力はガットギター（クラシックギター、フラメンコギター）である。
2019年現在、年間12,000本全てのギターをパテルナの工房にて29人の職人がハンドメイドしており、そのうち85％はスペイン国外へ輸出されている。アメリカ合衆国に子会社を持つ。
安価なモデルも存在する中、伝統的なシステムによる100%スペイン生産に拘っており、全ての製品が独立認証機関OEC(ORIGEN CERTIFICADO)よりスペイン原産証明書を授与されている。
日本では2007年より島村楽器が代理店業務を行っており、スペインと環境の異なる日本国内向けにコラボレーションによるローカライズを行っている。

## 歴史
- 1968年　マニュエル・レイモンドによって創業。
- 1974年　パリ、フランクフルト、ロサンゼルスの国際見本市への出展。この後しばらくはフランクフルトミュージックメッセのみへの出品となる。
- 1980年　年間生産8000台、従業員29名となり、工場拡張のため、現在工場があるパルテナ市内の工業団地へ移転。
- 1984年　輸出が年間生産の60%に達する(ドイツ、フランス、日本、イタリア、イギリス、ギリシャ、ポルトガル、トルコ、ベルギー、デンマーク、オランダ、オーストリア)。NAMMに出展を再開。
- 2005年　上海においてミュージックチャイナに出展。アジア諸国(マレーシア、シンガポール、タイ、香港、中国など)の国々への輸出開始のきっかけとなる。
- 2010年　フォークギターをラインナップに加える。